# 辛几何

范德波尔振荡器的相图，是1维系统。其相空间是辛几何最初的研究对象。

辛几何（英語：Symplectic geometry），也叫辛拓扑（英語：Symplectic topology），是微分几何的一个分支。其研究對象為辛流形，亦即带有闭非退化2-形式的微分流形。辛拓扑源于经典力学的哈密顿表述，其中特定经典系统的相空间有辛流形的结构。
symplectic這個名詞，是赫爾曼·外爾所提出來的。他原來把symplectic group（辛群）稱為complex group，以帶出line complex的含意。不過complex會令人聯想起complex number（複數），因此他將complex改為對應的希臘文symplectic一詞。complex源自拉丁文complexus一詞，詞根是co-（共同）+plexus（編織），意為「織在一起」，相對應希臘文詞根是sym-plektikos（συμπλεκτικός），結合成symplectic一詞。
由达布定理，辛流形局部同构于标准辛向量空间，因此只有全局（拓扑）不变量。研究辛流形全局性质的“辛拓扑”常与“辛几何”交替使用。

## 概述
辛几何定义在光滑偶数维微分流形上，其上定义了几何对象，即辛2形式，可以测量空间中2维物体的大小。辛形式之于辛几何中类似于度量张量之于黎曼几何，度量张量测量长度与角度，而辛形式测量有向面积。
辛几何来自经典力学，辛结构的一个例子是物体在1维中的运动。要指定物体的运动轨迹，需要知道位置向量q和动量p，形成平面{\displaystyle \mathbb {R} ^{2}}上的点(p,q)，这时，辛形式为
{\displaystyle \omega =dp\wedge dq}
是面积形式，通过积分度量了平面内区域S的面积A：
{\displaystyle A=\int _{S}\omega .}
保守动力系统随时间演化时，这个区域是不变的，所以它很重要。
高维辛几何的定义与之类似。2n维辛几何由一对方向组成
{\displaystyle ((x_{1},x_{2}),(x_{3},x_{4}),\ldots (x_{2n-1},x_{2n}))}
在2n维流形中的辛形式为
{\displaystyle \omega =dx_{1}\wedge dx_{2}+dx_{3}\wedge dx_{4}+\cdots +dx_{2n-1}\wedge dx_{2n}.}
此辛形式得到空间中2n维区域V的大小，是V在每对方向形成的平面上的投影面积之和
{\displaystyle A=\int _{V}\omega =\int _{V}dx_{1}\wedge dx_{2}+\int _{V}dx_{3}\wedge dx_{4}+\cdots +\int _{V}dx_{2n-1}\wedge dx_{2n}.}

## 与黎曼几何比较
辛拓扑和研究有非退化对称2阶张量（称为度量张量）的流形的黎曼几何有一些相似和不同之处。不像黎曼的情况，辛流形没有像曲率那样的局部不变量。这是达布定理的一个结果，定理指出2n维辛流形任意点的邻域与{\displaystyle \mathbb {R} ^{2n}}的开集上的标准辛结构同构。另一个和黎曼几何的区别是，不是所有的微分流形可以接受一个辛形式；有一些特定的拓扑限制。首先，流形必须是偶数维、有向的。此外，若M是闭辛流形，则其第二德拉姆上同调群{\displaystyle H^{2}(M)}非平凡，举例来说这意味着唯一允许辛形式的N维球面是2维球面。辛拓扑的很多工作就是以研究哪些流形可以有辛结构为中心的。黎曼几何中的测地线与辛几何中的伪全纯曲线也很相似：测地线是（局部）最短的曲线，而伪全纯曲线是面积最小的曲面。它们在各自学科中都起着基础性作用。

## 例子与结构
凯勒流形都是辛流形。到1970年代，辛专家们还不确信是否有任何紧非凯勒辛流形，但从那以后又很多例子被构造出来（第一个由威廉·瑟斯顿给出）；特别的，Robert Gompf证明每个有限表示群都可以作为辛4维流形的基本群出现，这和凯勒的情形完全不同。
可以说大部分辛流形都是非凯勒的，所以没有和辛形式相容的可积複结构。但是米哈伊尔·格罗莫夫有重要发现：辛流形可以接受很多相容的殆複结构，所以除了转移映射必须是全纯的这一条，辛流形满足凯勒流形的所有公理。
格罗莫夫利用辛流形上殆复结构的存在发展了伪全纯曲线的紧致性定理；这个结构导致了辛拓扑一个很大的子学科的发展。从格罗莫夫的理论产生的结果包括关于球到柱的辛嵌入的格罗莫夫非压缩定理，和关于哈密顿流的不动点的个数的阿尔诺德的一个猜想的证明。这是由从安德烈斯·弗洛尔开始的几个研究者（逐步推广到更一般的情形）所证明的，弗洛尔用格罗莫夫的方法引入了现在称为弗洛尔同调的概念。
伪全纯曲线也是辛不变量的一个来源，这种不变量称为格罗莫夫–威滕不变量，原则上可以用来区分两个不同的辛流形。

## 脚注
1. ↑  Hartnett, Kevin. . Quanta Magazine. 2017-02-09  [2023-12-25]. （原始内容存档于2022-01-29）.
2. ↑  Weyl, Hermann (1939). The Classical Groups. Their Invariants and Representations. Reprinted by Princeton University Press (1997). ISBN 0-691-05756-7. MR0000255
3. 1 2 3  McDuff, Dusa, , Hobbs, Catherine; Paycha, Sylvie  (编), , World Scientific: 33–51, 2010, CiteSeerX 10.1.1.433.1953 , ISBN 9789814277686
4. ↑  Gromov, Mikhael. "Pseudo holomorphic curves in symplectic manifolds." Inventiones mathematicae 82.2 (1985): 307–347.